# Will (serie de televisión)
Will es una serie de televisión Reino Unido de drama británico, sobre la vida (ficcional) de William Shakespeare alrededor de sus 25 años. La serie fue estrenada el 10 de julio de 2017.
El 5 de septiembre de 2017, Will fue cancelado después de una temporada.

## Sinopsis
El joven William Shakespeare es un dramaturgo que se cansa de hacer malabares para sostener a su esposa y a sus tres hijos. Viaja a Londres y vende una de sus obras a un teatro propiedad de James Burbage. Al hacerlo, se hace amigo del resto de la compañía, saca al dramaturgo anterior y se enamora de la hija de Burbage, Alice. Mientras busca fama y fortuna en Londres, Will mantiene su catolicismo en secreto de aquellos que amenazan con matarlo y explotar su conexión con el querido Robert Southwell. A medida que se hace un nombre por sí mismo, encuentra que está ensillado con salvar a una compañía de teatro moribundo y encontrar un lugar en una ciudad que es hostil a su religión.

## Personajes

### Principales
- Laurie Davidson como William Shakespeare.
- Olivia DeJonge como Alice Burbage.
- Ewen Bremner como Richard Topcliffe.
- Mattias Inwood como Richard Burbage.
- Jamie Campbell Bower como Christopher Marlowe.
- William Houston como Kemp.
- Lukas Rolfe como Presto.
- Max Bennett como Robert Southwell.
- Colm Meaney como James Burbage.

### Recurrentes
- Nancy Carroll como Ellen Burbage.
- Michael Nardone como Edward Arden.
- Jamie Beamish como Augustine Phillips.
- Nicholas Farrell como Francis Walsingham.
- Nicholas Woodeson como Philip Henslowe.[4]
- Henry Lloyd-Hughes como Edward Alleyn.
- Bruce MacKinnon como Robert Greene.
- Deirdre Mullins como Anne Shakespeare.
- James Berkery como Jeremy Knightstand.
- Zubin Varla como Edward Kelley.
- Edward Hayter como Thomas Walsingham
- Kristy Philipps como Apelina

## Episodios
| N.º (serie) | Título                            | Director           | Guionista(s)                                                               | Primera emisión         | Audiencia (en millones) |
| ----------- | --------------------------------- | ------------------ | -------------------------------------------------------------------------- | ----------------------- | ----------------------- |
| 1           | «The Play's The Thing»            | Shekhar Kapur      | Craig Pearce                                                               | 10 de julio de 2017     | 0.63                    |
| 2           | «Cowards Die Many Times»          | Shekhar Kapur      | Craig Pearce                                                               | 17 de julio de 2017     | 0.48                    |
| 3           | «The Two Gentlemen»               | Shekhar Kapur      | Historia: Louise Fox & Craig Pearce Guion: Craig Pearce & Jacquelin Perske | 24 de julio de 2017     | 0.47                    |
| 4           | «Brave New World»                 | Elliott Lester     | Cat Jones                                                                  | 24 de julio de 2017     | 0.36                    |
| 5           | «The Marriage of True Minds»      | Elliott Lester     | Craig Pearce & Jacquelin Perske                                            | 31 de julio de 2017     | 0.30                    |
| 6           | «Something Wicked This Way Comes» | Magnus Martens     | Corinne Marrinan                                                           | 7 de agosto de 2017     | 0.36                    |
| 7           | «What Dreams May Come»            | Magnus Martens     | Sarah Byrd                                                                 | 14 de agosto de 2017    | 0.30                    |
| 8           | «Your Houses»                     | Jonathan Teplitzky | Mark Steilen                                                               | 21 de agosto de 2017    | -                       |
| 9           | «Play the Devil»                  | Jonathan Teplitzky | David Rambo                                                                | 28 de agosto de 2017    | -                       |
| 10          | «One, Bright Angel»               | Shekhar Kapur      | Craig Pearce                                                               | 4 de septiembre de 2017 | -                       |

## Producción
La serie fue ordenada para una primera temporada de 10 episodios el 18 de mayo de 2016 para ser transmitido en TNT.
La serie fue originalmente ordenada por Pivot, pero fue cancelada antes de salir al aire.

## Recepción
La serie ha recibido críticas mixtas a positivas de los críticos. En Rotten Tomatoes, la serie tiene una calificación de 61%, basada en 28 críticas, con una calificación promedio de 6.22/10. En Metacritic, que asigna una calificación de 100 a las críticas de los principales críticos, informó que hubo "generalmente comentarios favorables" para la serie, con una puntuación media de 62 sobre la base de 27 críticas.